# Trailside Museum of Natural History
Le Trailside Museum of Natural History — ou simplement Trailside Museum — est un musée d'histoire naturelle américain à Crawford, dans le comté de Dawson, au Nebraska. Opéré par l'University of Nebraska State Museum, qui dépend de l'université du Nebraska, il est abrité dans un ancien théâtre construit par le Corps du génie de l'armée des États-Unis en 1904, l'Army Theatre, lequel est inscrit au Registre national des lieux historiques depuis le 7 juillet 1988 et par ailleurs protégé au sein du parc d'État du fort Robinson. Son nom est une réappropriation tardive de celui des trailside museums construits dans les parcs nationaux du pays par le National Park Service à compter des années 1920.